# Lynn Lake Airport
Lynn Lake Airport är en flygplats i Kanada. Den ligger i den centrala delen av landet, 2 200 km nordväst om huvudstaden Ottawa. Lynn Lake Airport ligger 356 meter över havet. Den ligger vid sjön Margaret Lake.
Terrängen runt Lynn Lake Airport är platt. Trakten runt Lynn Lake Airport är nära nog obefolkad, med mindre än två invånare per kvadratkilometer.. Närmaste större samhälle är Lynn Lake, 2,2 km sydost om Lynn Lake Airport. 
Omgivningarna runt Lynn Lake Airport består huvudsakligen av skogstundra.